# Xenococcaceae
Xenococcaceae é uma família de algas pertencente à ordem Chroococcales.
A autoridade científica da família é Ercegovic, tendo sido descrita no ano de 1932.
Segundo o AlgaeBase possui 65 espécies descritas, distribuídas por 7 géneros:
- Chadefaudiothrix
- Chroococcidiopsis
- Chroococcopsis
- Epilithia
- Myxosarcina
- Xenococcus
- Xenotholos